# アムール・コサック軍

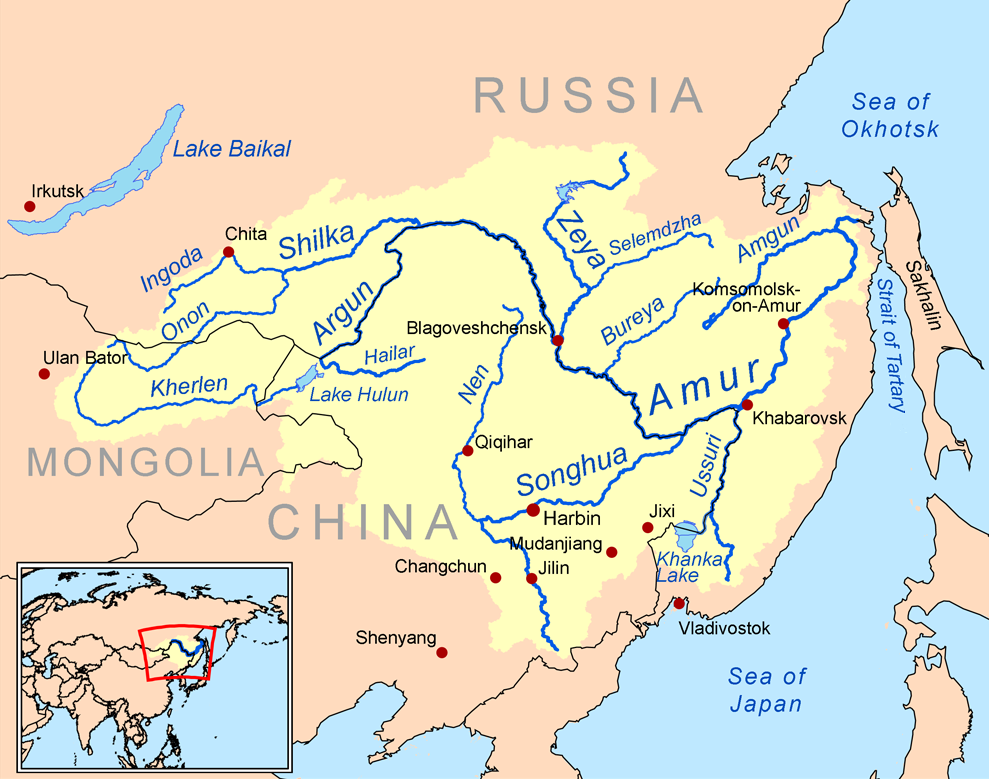
アムール川の流域。

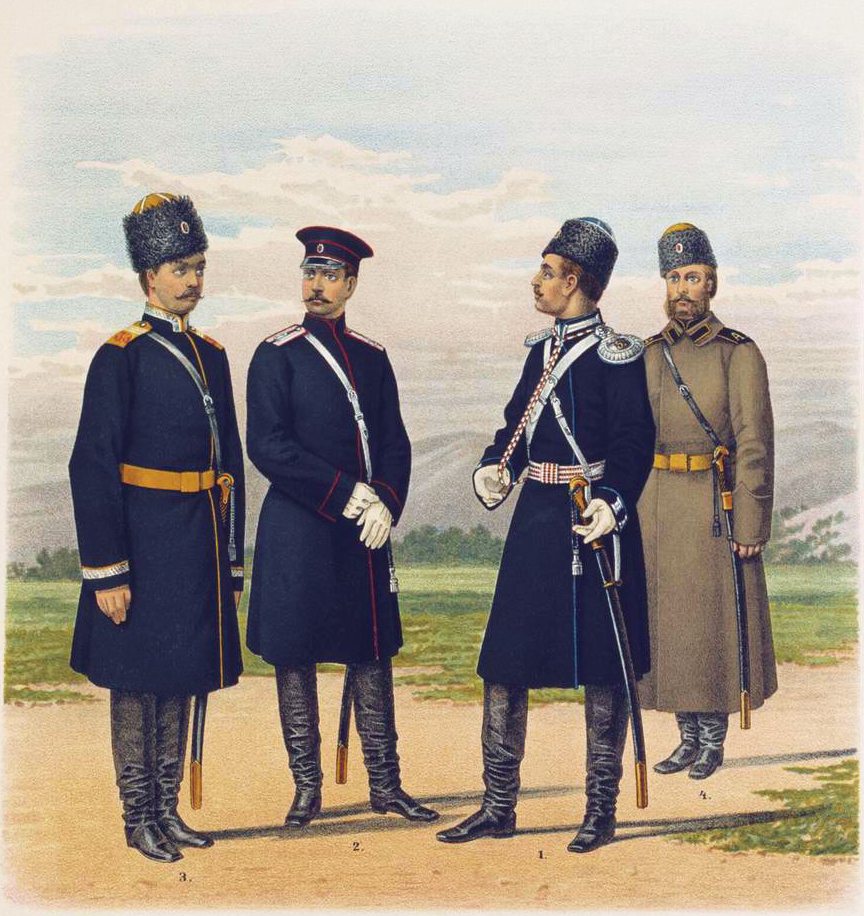
アムールの平コサック(4番目、右）。

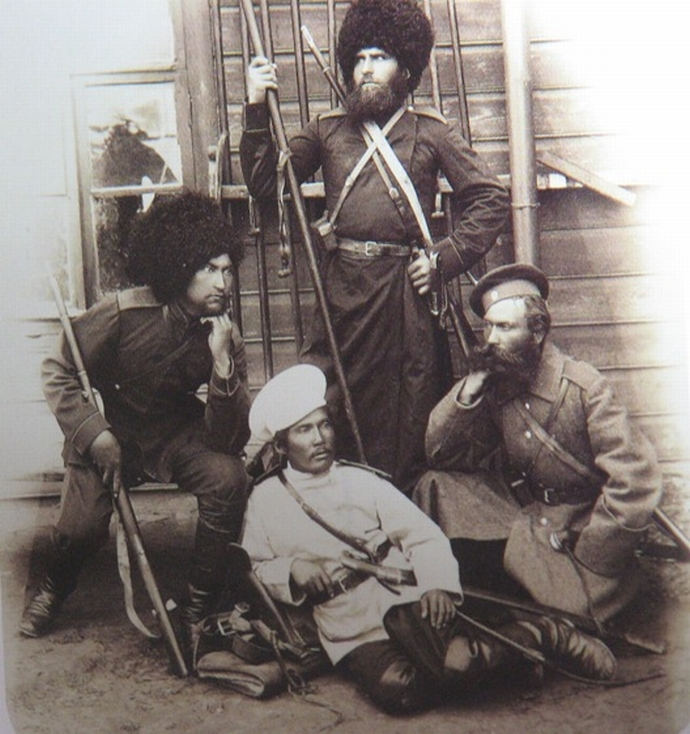
20世紀初めのアムールのコサックたち。

アムール・コサック軍（ロシア語：Амурское казачье войско；ウクライナ語：Амурське козацьке військо）は、1858年から1918年までアムール川（黒龍江）の領域に存在したロシア帝国のコサック軍の一つ。黒龍コサックとも。

## 概要
アムール・コサックは、1850年代にアムール州と沿海州へ移住したザバイカル・コサックのもとで編成された。コサックの主な構成員はヨーロッパ系のウクライナ人・ロシア人とアジア系のシベリアの原住民であった。ザバイカル・コサックの移住は1854年に始まったが、最初のコサック集落は1858年に発足された。アムール・コサック軍に関する法律は1860年に完成された。
初期のアムール・コサック軍は、アムール州・沿海州の知事に従っていたが、1879年から沿海州の知事のみによって指揮されるようになった。1880年代からアムール・コサック軍に関する指揮監督権は、ウスリー・コサック軍を指揮していた沿海州総督兼沿海州軍管区長官に属するようになった。コサックの任務はアムール川とウスリー川の境界線の巡回・防備であり、さらに1897年からはアムール・ウスリー水軍の編成・維持でもあった。
アムール・コサック軍の中心都市はアムール州のブラゴヴェシチェンスクであった。コサックは6,400,000ヘクタールの土地を所有し、810,000ヘクタールのみを農業のために使用していた。1916年に女・子供を含むコサック軍の総人口は約49,200人であった。平時にはアムール・コサック軍が義務を果たすために4つの百人隊からなる1つの騎兵連隊と1つの親衛小隊を国家に出し、戦時には12の百人隊からなる2つの騎兵連隊、1つの親衛小隊、5つの特別百人隊と1つの予備百人隊、合わせて約3,600人を出していた。コサックの軍服は高い毛皮帽子、深緑色の上着と灰色のズボンで、軍色はアジアを象徴する黄色であった。
アムール・コサックは以下ほどの軍役に参陣していた。
- 1900年‐1901年：義和団の乱。
- 1904年‐1905年：日露戦争。
- 1914年‐1918年：第一次世界大戦。

1918年にブラゴヴェシチェンスクで共産党のボリシェビキ政権が成立すると、アムール・コサック軍は廃止されたが、コサックは反発してボリシェビキをアムール州から追放した。しかしボリシェビキは、1920年にブラゴヴェシチェンスクをはじめ、アムール州の全領域を奪い返し、コサックとの戦いを続けた。1924年にアムール・コサックの残党はザゼーイスク反乱を起こしたが、敗戦後満州へ逃亡した。